# Nicolau Gesing
Cônego Nicolau Gesing (São Ludgero, 24 de agosto de 1893 – Brusque, 7 de agosto de 1939) foi um religioso brasileiro.
Filho de Germano Gesing e de Ana Füchter. Foi ordenado presbítero em São Leopoldo, em 10 de agosto de 1919. Foi secretário particular de Joaquim Domingues de Oliveira (Dom Joaquim). Em 1920 foi vigário paroquial de São José. Em 31 de julho de 1921 Dom Joaquim o provisionou como vigário de Nosso Senhor do Bomfim, Braço do Norte, à época denominado “Quadro”. Criado como curato em 26 de julho de 1917, assim permaneceu até 1 de janeiro de 1950, quando foi retificado para paróquia. Ali trabalhava como capelão o ex-dominicano espanhol Pe. Tertuliano Simon Villegas. Em 1926 recebeu como coadjutor o Pe. Jacó Luiz Nebel, recém saído de grande crise pessoal e que retornava ao ministério que tinha deixado em São Pedro de Alcântara.
Morreu no Seminário de Azambuja, Brusque, em 7 de agosto de 1939.